# Маджлиси Оли (Таджикистан)
Маджлиси Оли (на таджикски: Маҷлиси Олии Ҷумҳурии Тоҷикистон) е „върховното народно събрание“ или парламентът в Таджикистан. Той е двукамарен.
Двукамарното законодателство е въведено в Таджикистан с конституционните промени от септември – 1999 г. Преди това Таджикистан е имал еднокамарен парламент.

## Състав

### Долна камара
Палатата на народните представители (Маджлиси намояндагон е съставена от 63-ма представители с петгодишен мандат, 22 избрани чрез пропорционална избирателна система и 41 – по мажоритарната система в едно мандатни избирателни райони. Сегашният председател на долната камара е Шукурджон Зухуров, избран на 16 март 2010 г. Според Конституцията на Република Таджикистан, Маджлиси намоядагон, депутат в Маджлиси намояндагон може да бъде гражданин на най-малко 25-годишна възраст.
Долната камара е постоянно действащ орган.

### Горна камара
Националният съвет (Маджлиси милий е съставен от 33 члена, 25 от които избрани чрез тайно гласуване на общинските представители от Горно-Бадахшанска автономна област, а другите 8 избрани пряко от президента. Член на Народното събрание на Република Таджикистан може бъде гражданин, който е навършил 35 години и е с висше образование. Всеки бивш президент на Република Таджикистан е член на Народното събрание за цял живот, освен ако не се откаже доброволно от това право.
От 17 април 2000 г., председател на горната камара е Махмадсайд Убайдулоев.
Срокът на мандата на парламента е 5 години. След изтичането на този период следват нови избори. Правомощията на Маджлиси милий и на Маджлиси намояндагон се прекратяват в деня на назначаването на нов Маджлиси Оли.
Членовете на парламента не могат да бъдат съдии, членове на правителството, право прилагащи органи, военнослужещи и други лица, определени от конституционното право. Гражданинът не може да бъде едновременно член на Маджлиси намояндагон и на Маджлиси милий. Депутат от Маджлиси намояндагон не може да бъде член, представител на който и да е друг орган, заемащ позиция, която го ангажира с бизнес или други дейности, с изключение на научни изследвания и творческа дейност. Член на Народното събрание не може да бъде член на повече от два представителни органа.

## Структура
Маджлиси Оли е сесийно действуващ орган. В рамките на един 1 след изборите се провежда първата сесия на Маджлиси Оли, която се свиква от президента. Откриването на първото заседание на Маджлиси милий и Маджлиси намояндагон се ръководи от най-възрастния депутат и води до избор на председатели на съставите. След избирането на председател на Маджлиси милий следващите сесии се свикват от него най-малко два пъти годишно. Сесия на Маджлиси намояндагон се осъществява веднъж годишно от първия работен ден на октомври и до последния работен ден на юни.
Президентът на Република Таджикистан има право да свика извънредно заседание, в случай на специална необходимост, която ще разглежда единствено въпросите, които са довели до свикването на тази среща. Маджлиси намонядагон и Маджлиси милли избират председател и заместник – председател измежду своите членове.

## Избор в камарите
Председателите на Маджлиси намояндагон и Маджлиси миллий се избират с тайно гласуване с мнозинство от общия брой на депутатите и членовете. Председателите и зам. председателите на Маджлиси намояндагон и Маджлиси миллий водят провеждането на заседанията, както и решават и други въпроси. Камарите образуват със състава си комитети и комисии, които формират техните координиращи и работни органи, провеждат парламентарни изслушвания отнасящи се до конкретната камара и приемат свой процедурен правилник.

## Заседания
Маджлиси намояндагон и Маджлиси миллий провеждат заседанията си отделно, с изключение на следните случаи:
1. Клетвата на председателя, оставката му и изслушванията на посланията на президента на Република Таджикистан;
2. Речи на лидери на чужди държави;
3. Одобряване на укази от президента за въвеждането на военно и извънредно положение;
4. Съгласие за използване на въоръжените сили на Република Таджикистан в чужбина, в изпълнение на международните задължения на страната;
5. Одобряване на укази на президента за назначаване и освобождаване от длъжност на министър-председателя и членове на правителството;
6. Разглеждане на обръщения на президента – основните направления на вътрешната и външната политика, без да се предприемат действия;
7. За определяне на работната заплата на президента;
8. Назначаване на избори за президент;
9. Разглеждане на въпроса за имунитета на президента.

Заседанията на Маджлиси намояндагон и Маджлиси миллий се провеждат открито, но в случаите предвидени в закона и спрямо правилниците на камарите, сесиите могат да бъдат закрити. Заседанията на Маджлиси милий и Маджлиси намояндагон се провеждат при кворум не по-малко от две трети от общия брой на народните представители и членове.

## Правомощия
Правото на законодателна инициатива принадлежи на членовете на Маджлиса намояндагон, членовете на Маджлиси милий, президента на Република Таджикистан, правителството на Таджикистан и Конституционния съд, Върховния съд и Върховния икономически съд в рамките на тяхната компетентност.
Законопроектите се внасят в долната камара на таджикския парламент – Маджлиси намояндагон. Те се одобряват с мнозинство от гласовете на всички народни представители. В случай, че бъде одобрен в долната камара, законопроектът преминава за обсъждане в горната камара на парламента – Маджлиси миллий. Един закон е одобрен, ако получи мнозинството от гласовете на всички. В случай на отхвърляне на законопроекта в горната камара, той се изпраща отново за ново разглеждане в долната камара. Ако има несъгласие между двете камари, законопроектът може да бъде приет, ако гласуват „за“ най-малко две-трети от общия брой на депутатите в Маджлиси намояндагон.
Одобреният законопроект се представя на президента на Република Таджикистан за подписване и обнародване. В срок от петнадесет дни, президента има право, ако не е съгласен с настоящия законопроект да го върне за ново разглеждане в долната камара. Долната и горната камара трябва да преразгледат и финализират документа в установения от Конституцията ред. След това, отново се изпраща на президента. Срокът за подписване и обнародвана на закона от него този път е 10 дни. Ако законопроектът бъде одобрен по-рано с мнозинство от гласовете на депутатите и членовете на Маджлиси милий и Маджлиси намояндагон, президентът е длъжен в рамките на 10 дни да подпише и обнародва закона.

### Долна камара
1. Образуване на Централната комисия за изборите и референдумите в държавата, избиране и отзоваване на председател, заместник – председател и членовете на Комисията на президента;
2. Подлагане на обществено обсъждане на проекти на закони и други важни държавни и обществени въпроси;
3. Одобряване на социално – икономически програми;
4. Дава разрешение за издаване и получаване на публични заеми;
5. Ратифициране и денонсиране на международни договори;
6. Произвеждане на референдум;
7. Конституиране на съдилища;
8. Утвърждаване на държавните символи;
9. Утвърждаване на държавни награди;
10. Потвърждава на указите на президента за назначаване и освобождаване от длъжност на председателя на Националната банка и неговия заместници;
11. Установяване на дипломатически и военни звания, както и на други специални звания;
12. Изпълнява други задължения, както е упоменато в Конституцията и в законите.

### Горна камара
1. Образуване, премахване и промяна в административно – териториалните единици;
2. Избор и отзоваване на председателя, заместник – председателя и съдиите на Конституционния съд, Върховния съд и Върховния икономически съд по предложение на президента;
3. Решава въпросите за имунитета на председателя, заместник-председателите и съдиите в Конституционния съд, Върховния съд и Върховния икономически съд;
4. Одобряване на назначаването и освобождаването на главния прокурор и неговите заместници;
5. Изпълняване на други задължения, както е упоменато в Конституцията[4] и в законите.

## Избори през 2010 г.
| Партии                               | Гласове   | %     | Места      | Места | Места | +/– |
| Партии                               | Гласове   | %     | Избиратели | PR    | Общо  | +/– |
| ------------------------------------ | --------- | ----- | ---------- | ----- | ----- | --- |
| Народна демократична партия          | 2 321 436 | 71.04 | 39         | 16    | 55    | +6  |
| Партия на ислямския ренесанс         | 268 096   | 8.20  | 0          | 2     | 2     | 0   |
| Комунистическа партия                | 229 080   | 7.01  | 0          | 2     | 2     | –2  |
| Земеделска партия                    | 166 935   | 5.11  | 1          | 1     | 2     | New |
| Партия на икономическите реформи     | 165 324   | 5.06  | 1          | 1     | 2     | New |
| Социалдемокртическа партия           | 116 796   | 3.58  | 0          | 0     | 0     | New |
| Демократическа партия                | 116 796   | 3.58  | 0          | 0     | 0     | 0   |
| Социалистическа партия               | 116 796   | 3.58  | 0          | 0     | 0     | 0   |
| Невалидни гласове                    | 21 710    | –     | –          | –     | –     | –   |
| Общо                                 | 3 289 377 | 100   | 41         | 22    | 63    | 0   |
| Регистрирани гласоподаватели/turnout | 3 621 174 | 90.84 | –          | –     | –     | –   |
| Източник: IPU                        |           |       |            |       |       |     |

## Парламентарни избори през 2005 г.
| Партии                                                                  | Партии                                                                  | Гласуване на първи кръг | %     | Места |
| Народна демократична партия (Hizbi Demokrati-Khalkii Tojikston)         | Народна демократична партия (Hizbi Demokrati-Khalkii Tojikston)         | 1 666 909               | 64.51 | 49    |
| Таджикистанска комунистическа партия (Hizbi Kommunistīi Tojikston)      | Таджикистанска комунистическа партия (Hizbi Kommunistīi Tojikston)      | 533 066                 | 20.63 | 4     |
| Таджикистанска партия на ислямския ренесанс (Nahzati Islomi Tojikiston) | Таджикистанска партия на ислямския ренесанс (Nahzati Islomi Tojikiston) | 193 532                 | 7.48  | 2     |
| Други                                                                   | Демократическа партия (Hizbi Demokrati)                                 | 190 412                 | 7,36  | N/A   |
| Други                                                                   | Партия на правосъдието (Hizb Adolatkhoh)                                | 190 412                 | 7,36  | N/A   |
| Други                                                                   | Социалистическа партия (Hizbi Sotsialistīi Tojikston)                   | 190 412                 | 7,36  | N/A   |
| Други                                                                   | Други партии                                                            | 190 412                 | 7,36  | -     |
| Други                                                                   | Независими кандидати (pro-HDKT)                                         | 190 412                 | 7,36  | 5     |
| Общо                                                                    | Общо                                                                    | 2 583 919               |       | 63    |
| Регистрирани гласоподаватели                                            | Регистрирани гласоподаватели                                            | 2 771 528               |       |       |
| Източник: IFES, Angus Reid en Eurasia.org                               |                                                                         |                         |       |       |

## Саморазпускане
Парламентът има право на преждевременно саморазпускане със съгласието на не по-малко от две трети от членовете на Долната и Горната камара. Той не може да се саморазпусне по време на извънредно или военно положение.